# Rete tranviaria di Pola
La rete tranviaria di Pola fu in esercizio nella città istriana dal 1904 al 1934.

## Storia
Il collaudo della rete fu completato il 24 marzo 1904 e l'esercizio regolare iniziò il giorno successivo.
Centro della rete era la stazione ferroviaria; una linea costeggiava la costa e l'arsenale fino a San Policarpo, dove era posto il deposito (sull'area dell'attuale cementificio); la seconda linea passava da Marina Casino e attraverso il centro della città (arena), e poi di nuovo alla stazione ferroviaria.
In seguito fu costruita una linea dall'arena al bosco di Siana; altri progetti, non realizzati, prevedevano di estendere la rete fino a Dignano e Fasana.
Dopo la prima guerra mondiale, la rete cominciò a soffrire la concorrenza dei servizi automobilistici, e così il 16 giugno 1934 venne chiusa. Il trasporto urbano venne affidato alla compagnia di autobus "Gattoni".

## Caratteristiche
La rete tranviaria era a trazione elettrica (550 V cc) e scartamento normale, e si sviluppava per 7,274 km; il raggio minimo di curva era di 25 metri, la pendenza massima dell'60 per mille. La velocità massima ammessa era di 20 km/h.

## Materiale rotabile
| Tipo               | Unità     | Anno di costruzione | Costruttore | Note |
| ------------------ | --------- | ------------------- | ----------- | ---- |
| Elettromotrici     | 1 ÷ 8     | 1904                | Graz-Ganz   |      |
| Elettromotrici     | 9 ÷ 13    | 1909                | Graz-Ganz   |      |
| Elettromotrici     | 14        | 1914                | Graz-Ganz   |      |
| Rimorchiate aperte | 101 ÷ 104 | 1904                | Graz        |      |
| Rimorchiate aperte | 105 ÷ 113 | 1909                | Graz        |      |
| Rimorchiate chiuse | 201 ÷ 202 | 1914                | Graz        |      |